# Матч звёзд КХЛ 2016
8-й матч всех звёзд Континентальной хоккейной лиги состоялся 23 января 2016 года в Москве на домашнем стадионе ХК «Динамо» — ВТБ Ледовый дворец вместимостью 12 000 человек. Матч Звёзд впервые провели на этой арене и второй раз в Москве.

## Предшествующие события

### Логотип
21 ноября был представлен логотип Матча Звезд. Красная площадь и башня московского Кремля остаются одним из основных элементов логотипа Матча Звезд. Как символ России и Москвы и как напоминание о первом в истории КХЛ звездном поединке. Изображение одной из знаменитых высоток, украсивших Москву в конце 1940-х – начале 1950-х, и башен современного квартала Москва-Сити символизируют неразрывную связь исторического прошлого столицы России и её современного облика. Фон логотипа – вечернее звездное небо.

### Шайбы
25 декабря лига утвердила дизайн шайб, которыми сыграют команды Запада и Востока в Матче Звезд 23 января в Москве. Лига выпустила три вида шайб с уникальным дизайном: игровую, непосредственно для Матча и мастер-шоу, и два варианта для продажи в качестве сувениров (в специальной упаковке).

### Голосование
Первые пятёрки и голкиперы команд Востока и Запада (в таблице они выделены жирным шрифтом) были выбраны путём открытого голосования на официальном сайте Матча звёзд КХЛ, которое прошло с 10 по 21 декабря 2015 года. Вторые пятерки выбирали журналисты. 30 декабря были представлены результаты голосования СМИ, а 13 января были окончательно сформированы составы команд. 18 января были выбраны капитаны команд. 19 января Лига сформировала тренерские бригады
| Имя               | Позиция | Команда       | Голосов |
| ----------------- | ------- | ------------- | ------- |
| Александр Радулов | П       | ЦСКА          | 16227   |
| Сергей Мозякин    | ПН      | Металлург Мг  | 13540   |
| Илья Ковальчук    | ЛН      | СКА           | 9695    |
| Александр Салак   | В       | Сибирь        | 9661    |
| Александр Логинов | З       | Салават Юлаев | 8783    |
| Алексей Мурыгин   | В       | Локомотив     | 8323    |

## Билеты
18 декабря начались продажи билетов. Цена на сектор 5 была равна 500 рублям - самые дешевые билеты. А самые дорогие билеты можно было приобрести за 3500 рублей на 1 сектор.

## Составы команд
| Команда Запада                     | Команда Востока                     |
| Вратари                            | Вратари                             |
| ---------------------------------- | ----------------------------------- |
| Алексей Мурыгин («Локомотив»)      | Александр Салак («Сибирь»)          |
| Илья Сорокин («ЦСКА»)              | Юха Метсола («Амур»)                |
| Защитники                          |                                     |
| Никита Зайцев («ЦСКА»)             | Александр Логинов («Салават Юлаев») |
| Мэт Робинсон («Динамо» Мск)        | Владимир Денисов («Трактор»)        |
| Филип Ларсен («Йокерит»)           | Оскарс Бартулис («Адмирал»)         |
| Кэм Баркер («Слован»)              | Кевин Даллман («Барыс»)             |
| Милан Юрчина («Медвешчак»)         | Тобиас Виклунд («Лада»)             |
| Зият Пайгин («Сочи»)               | Джонатан Блум («Адмирал»)           |
| Нападающие                         |                                     |
| Александр Радулов («ЦСКА»)         | Сергей Мозякин («Металлург» Мг)     |
| Стефан Да Коста («ЦСКА»)           | Линус Умарк («Салават Юлаев»)       |
| Мэтт Эллисон («Динамо» Мн)         | Владимир Соботка («Авангард»)       |
| Вадим Шипачев («СКА»)              | Данис Зарипов («Металлург» Мг)      |
| Никита Гусев («СКА»)               | Ян Коварж («Металлург» Мг)          |
| Даниил Апальков («Локомотив»)      | Анатолий Голышев («Автомобилист»)   |
| Каспарс Даугавиньш («Торпедо»)     | Кирилл Капризов («Металлург» Нк)    |
| Дмитрий Кагарлицкий («Северсталь») | Михаил Варнаков («Ак Барс»)         |
| Брэндон Козун («Йокерит»)          | Найджел Доус («Барыс»)              |
| Тренеры                            |                                     |
| Дмитрий Квартальнов («ЦСКА»)       | Андрей Скабелка («Сибирь»)          |
| Алексей Кудашов («Локомотив»)      | / Илья Воробьёв («Металлург» Мг)    |

## Судьи
14 января были выбраны судьи матча. Для всех арбитров это был первый опыт работы на Матче Звезд.
Главные судьи:
- Алексей Анисимов
- Рафаэль Кадыров

Линейные судьи:
- Глеб Лазарев
- Дмитрий Сивов

Радостные и позитивные эмоции испытываю. Давно мечтал поработать на Матче Звезд, поучаствовать в этом празднике хоккея. По крайней мере, хоть там нас, судей, не будут ругать игроки и тренеры. Шучу, конечно. Накануне игры обсудим с коллегами, как будем работать, решим, чем удивим зрителей. А удивим обязательно. Но чем - это останется секретом до 17.00 23 января.Рафаэль Кадыров.
Безусловно, испытываю большую радость от того, что доверили работать на Матче Звезд. Это некий рубеж, признание заслуг, поэтому большое спасибо за доверие. Не зря трудимся. Что касается самого матча, то это праздник хоккеистов и болельщиков, а не судей. Люди приходят смотреть на игроков, а не на нас. Поэтому главная наша задача – не мешать празднику. Но если разрешит руководство, конечно, постараемся внести в него некую изюминку. Я смотрел все Матчи Звезд, видел, как работают коллеги. Помню, кто-то выходил в солнцезащитных очках, кто-то танцевал танец… В общем, что-нибудь веселое придумаем.Алексей Анисимов.

## Мастер-шоу

### Круг на скорость
Запад: Даниил Апальков («Локомотив»), Брэндон Козун («Йокерит»), Дмитрий Кагарлицкий («Северсталь»).
Восток: Кирилл Капризов («Металлург Новокузнецк), Михаил Варнаков («Ак Барс»), Анатолий Голышев («Автомобилист»)
Победитель: Запад. Лучший результат – Брэндон Козун 13,548 сек

### Сила броска
Запад: Зият Пайгин (ХК «Сочи»), Филип Ларсен («Йокерит»), Милан Юрчина («Медвешчак»), Кэм Баркер («Слован»)
Восток: Оскар Бартулис («Адмирал»), Владимир Денисов («Трактор»), Тобиас Виклунд («Лада»), Джанатон Блам («Адмирал»).
Победитель: Запад. Лучший результат – Милан Юрчина 160,49 км/ч

### Мощная атака — надёжная защита
«Запад»: Алексей Мурыгин; Каспарс Даугавиньш, Даниил Апальков, Дмитрий Кагарлицкий («Северсталь»), Стефан да Коста (ЦСКА), Мэтт Эллисон («Динамо» Минск), Александр Радулов (ЦСКА); Никита Гусев (СКА)Вадим Шипачёв (СКА), Брэндон Козун («Йокерит»)
«Восток»: Александр Салак («Сибирь»), Кирилл Капризов («Металлург» Новокузнецк), Михаил Варнаков («Ак Барс»), Анатолий Голышев («Автомобилист»); Линус Умарк («Салават Юлаев»), Владимир Соботка («Авангард»), Найджел Доус («Барыс»): Сергей Мозякин («Металлург» Магнитогорск), Ян Коварж («Металлург» Магнитогорск), Данис Зарипов («Металлург» Магнитогорск).
Победитель: Восток. Лучший результат - Умарк, Доус, Соботка

### Эффектный буллит
«Запад»: Илья Сорокин (ЦСКА); Дмитрий Кагарлицкий («Северсталь»), Даниил Апальков («Локомотив»), Никита Гусев (СКА)
«Восток»: Юха Метсола («Амур»); Владимир Соботка («Авангард»), Линус Умарк («Салават Юлаев»), Анатолий Голышев («Автомобилист»).
Победитель: Восток. Лучший результат - Умарк

### Эстафета на скорость
«Запад»: Илья Сорокин (ЦСКА), Никита Зайцев (ЦСКА), Мэт Робинсон («Динамо» Москва), Вадим Шипачёв (СКА), Мэтт Эллисон («Динамо» Минск), Каспарс Даугавиньш («Динамо» Москва)
«Восток»: Юха Метсола («Амур»), Кевин Даллмэн («Барыс»), Тобиас Виклунд («Лада»), Михаил Варнаков («Ак Барс»), Найджел Доус («Барыс»), Кирилл Капризов («Металлург» Новокузнецк).
Победитель: Восток.

## Ход игры
| Ход игры | Ход игры                  | Ход игры                                      | Ход игры | Ход игры     |
| Команда  | Гол                       | Передача                                      | Время    | Счет         |
| -------- | ------------------------- | --------------------------------------------- | -------- | ------------ |
| Восток   | Линус Умарк (1)           | Сергей Мозякин (1) и Владимир Соботка (1)     | 0:22     | 0–1 Восток   |
| Восток   | Сергей Мозякин (1)        | Линус Умарк (1)                               | 0:59     | 0–2 Восток   |
| Восток   | Кевин Даллмэн (1)         | Данис Зарипов (1)                             | 01:58    | 0–3 Восток   |
| Восток   | Данис Зарипов (1)         | Анатолий Голышев (1) и Кевин Даллмэн (1)      | 08:12    | 0–4 Восток   |
| Запад    | Брэндон Козун (1)         | Зият Пайгин (1) и Мэтт Эллисон (1)            | 08:58    | 1–4 Восток   |
| Запад    | Мэтт Эллисон (1)          | Мэтт Робинсон (1) и Брэндон Козун (1)         | 10:49    | 2–4 Восток   |
| Запад    | Мэтт Эллисон (2)          | Александр Радулов (1) и Алексей Мурыгин (1)   | 12:07    | 3–4 Восток   |
| Восток   | Данис Зарипов (2)         | Анатолий Голышев (2) и Кевин Даллмэн (2)      | 12:58    | 3–5 Восток   |
| Запад    | Вадим Шипачев (1)         | Никита Гусев (1)                              | 14:08    | 4–5 Восток   |
| Запад    | Дмитрий Кагарлицкий (1)   | Брэндон Козун (2)                             | 14:23    | 5–5          |
| Запад    | Стефан Да Коста (1)       | Милан Юрчина (1) и Зият Пайгин (2)            | 15:02    | 6–5 Запад    |
| Запад    | Брэндон Козун (2)         | Стефан Да Коста (1) и Дмитрий Кагарлицкий (1) | 15:52    | 7–5 Запад    |
| Восток   | Сергей Мозякин (2)        | Линус Умарк (2)                               | 16:47    | 7–6 Запад    |
| Запад    | Стефан Да Коста (2)       | Александр Радулов (2) и Никита Зайцев (1)     | 17:41    | 8–6 Запад    |
| Запад    | Вадим Шипачев (2)         | Никита Гусев (2) и Кэм Баркер (1)             | 19:05    | 9–6 Запад    |
| Запад    | Брэндон Козун (3)         | Дмитрий Кагарлицкий (2) и Зият Пайгин (3)     | 19:34    | 10–6 Запад   |
| Восток   | Сергей Мозякин (3)        | Линус Умарк (3)                               | 21:27    | 10–7 Запад   |
| Восток   | Данис Зарипов (3)         | Анатолий Голышев (3) и Ян Коварж (1)          | 22:31    | 10–8 Запад   |
| Восток   | Михаил Варнаков (1)       | Кирилл Капризов (1)                           | 23:43    | 10–9 Запад   |
| Восток   | Линус Умарк (2)           | Сергей Мозякин (2)                            | 24:45    | 10–10        |
| Запад    | Никита Гусев (1)          |                                               | 26:04    | 11–10 Запад  |
| Запад    | Милан Юрчина (1)          | Дмитрий Кагарлицкий (3)                       | 27:23    | 12–10 Запад  |
| Восток   | Анатолий Голышев (1)      | Данис Зарипов (2)                             | 28:07    | 12–11 Запад  |
| Запад    | Александр Радулов (1)     |                                               | 28:37    | 13–11 Запад  |
| Восток   | Найджел Доус (1)          |                                               | 29:12    | 13–12 Запад  |
| Восток   | Кирилл Капризов (1)       | Найджел Доус (1)                              | 29:44    | 13–13        |
| Восток   | Сергей Мозякин (4)        |                                               | 30:34    | 13:14 Восток |
| Восток   | Сергей Мозякин (5) буллит |                                               | 32:17    | 13:15 Восток |
| Восток   | Анатолий Голышев (2)      | Ян Коварж (2)                                 | 32:40    | 13:16 Восток |
| Запад    | Мэтт Эллисон (3)          | Александр Радулов (3)                         | 33:01    | 14:16 Восток |
| Восток   | Найджел Доус (2)          | Данис Зарипов (3)                             | 34:47    | 14:17 Восток |
| Запад    | Филип Ларсен (1)          |                                               | 36:42    | 15:17 Восток |
| Восток   | Кирилл Капризов (2)       | Михаил Варнаков (1)                           | 37:12    | 15:18 Восток |
| Запад    | Брэндон Козун (4)         | Дмитрий Кагарлицкий (4)                       | 37:30    | 16:18 Восток |
| Запад    | Мэтт Эллисон (4)          |                                               | 38:52    | 17:18 Восток |
| Восток   | Владимир Денисов (1)      |                                               | 40:18    | 17:19 Восток |
| Запад    | Мэтт Эллисон (5)          |                                               | 41:39    | 18:19 Восток |
| Запад    | Даниил Апальков (1)       |                                               | 41:52    | 19:19        |
| Восток   | Анатолий Голышев (3)      |                                               | 42:59    | 19:20 Восток |
| Запад    | Брэндон Козун (5)         |                                               | 45:22    | 20:20        |
| Запад    | Мэтт Эллисон (6)          |                                               | 46:06    | 21:20 Запад  |
| Запад    | Вадим Щипачёв (3)         | Никита Гусев (3)                              | 47:40    | 22:20 Запад  |
| Запад    | Мэтт Эллисон (7)          |                                               | 48:04    | 23:20 Запад  |
| Запад    | Стефан Да Коста (3)       |                                               | 52:34    | 24:20 Запад  |
| Восток   | Кирилл Капризов (3)       | Данис Зарипов (4)                             | 53:14    | 24:21 Запад  |
| Запад    | Никита Гусев (2)          | Вадим Щипачёв (1)                             | 54:47    | 25:21 Запад  |
| Запад    | Никита Гусев (3)          |                                               | 56:09    | 26:21 Запад  |
| Восток   | Сергей Мозякин (6)        |                                               | 57:30    | 26:22 Запад  |
| Запад    | Стефан Да Коста (4)       |                                               | 58:52    | 27:22 Запад  |
| Восток   | Ян Коварж (1)             | Оскарс Бартулис (1)                           | 59:30    | 27:23 Запад  |
| Запад    | Даниил Апальков (2)       | Александр Радулов (2)                         | 59:59    | 28:23 Запад  |